# Bartolomeo (apostolo)
Bartolomeo (in greco antico: Βαρθολομαῖος?, Bartholomaĩos in ebraico ברתולומאוס הקדוש‎?; Cana, I secolo d.C. – 68 circa) è stato uno dei dodici apostoli che seguirono Gesù.
L'apostolo viene chiamato con questo nome nei sinottici, mentre nel Vangelo secondo Giovanni è indicato con il nome di Natanaele (lett. "dono di Dio") sempre che si accetti l'identificazione tra queste due personalità, cosa di cui alcuni studiosi moderni dubitano.
Se si accetta l'identificazione con Natanaele, la città d'origine di Bartolomeo era Cana in Galilea. Non ci sono indicazioni sulla data di nascita. È incerto anche il luogo di morte (Aghbac, Bojano, Armenia o Siria) e la data (verso il 68 d.C.). Il nome Bartolomeo (in ebraico antico בר-תולמי, trasl. bar-Tolmay; in greco Βαρθολομαῖος, trasl. Bartholomaios) è un patronimico che significa "figlio di Talmai"; l'unico utilizzo nella Bibbia avviene in riferimento all'apostolo. Viene festeggiato il 24 agosto ma, per motivi di vicinanza con Benevento, a Bojano viene festeggiato il 25.

## Nei Vangeli
Se accogliamo l'identificazione con Natanaele, secondo il Vangelo di Giovanni questo apostolo era amico di Filippo: fu, infatti, questi a parlargli entusiasticamente del Messia quando gli disse: «Abbiamo trovato colui del quale hanno scritto Mosè nella Legge e i Profeti, Gesù, figlio di Giuseppe di Nazareth». La risposta di Natanaele fu molto scettica: «Da Nazaret può mai venire qualcosa di buono?» Ma Filippo insistette: «Vieni e vedrai». Natanaele incontrò Gesù, e quanto il Nazareno gli disse fu sufficiente a fargli cambiare idea. Gesù: «Ecco davvero un Israelita in cui non c'è falsità». Natanaele, stupito, gli chiese come facesse a conoscerlo e Gesù di rimando: «Prima che Filippo ti chiamasse, io ti ho visto quando eri sotto il fico». L'essere raggiunto da Cristo nei suoi pensieri più intimi, suscitò in lui un'immediata dichiarazione di fede: «Rabbi, tu sei il Figlio di Dio, tu sei il re d'Israele!» Gesù, allora, gli rispose «Perché ti ho detto che ti ho visto sotto il fico credi? Vedrai cose maggiori di questa».
Nel Vangelo arabo dell'infanzia, è riportato che una donna per intercessione di Maria sdraiò il suo bambino gravemente malato nel letto di Gesù, e quel bambino, Natanaele Bartolmai, un giorno sarà San Bartolomeo.
Il nome di Bartolomeo compare nell'elenco dei dodici inviati da Cristo a predicare e, ancora, negli Atti degli Apostoli, dove viene elencato insieme con gli altri apostoli dopo l'ascensione al cielo di Gesù.
Da questo momento non si hanno notizie certe. La tradizione racconta della sua vita missionaria in varie regioni del Medio Oriente tra cui la Mesopotamia. Secondo alcuni, forse si spinse fino all'Atropatene e all'India. Anche la morte è affidata alla tradizione che lo vuole ucciso, scuoiato della pelle, secondo alcune fonti da parte del re dei Medi nella regione della Siria, mentre altre fonti parlano dell'Atropatene. La tradizione molisana lo vuole invece scuoiato a Benevento. Sarebbe poi arrivato a Bojano con la sua pelle in mano e morì lì poco dopo.

## Il culto

### Le reliquie
Nel 264 le reliquie del santo giunsero a Lipari, quando era vescovo sant'Agatone, fino a quando vennero parzialmente disperse dagli arabi nel IX secolo; nel 410 le spoglie vennero portate a Maypherkat che, a causa del gran numero di reliquie che il vescovo Maruta vi radunò, venne chiamata Martiropoli.
Nel 507 l'Imperatore Anastasio I le portò a Dara, in Mesopotamia. Nel 546 ricomparvero a Lipari e nell'838 a Benevento, dove il deposito delle presunte reliquie del santo fu sempre conservato con gelosa vigilanza anche in situazioni di pericolo, come quando l'imperatore Ottone II di Sassonia, nel 983, pretese la consegna delle sacre reliquie. In quell'occasione, secondo le fonti, gli fu consegnato con l'inganno il corpo di san Paolino, vescovo di Nola. L'imperatore cinse la città d'assedio riuscendo infine ad espugnarla e prendere le reliquie del santo (almeno una parte) e fece ritorno a Roma, dove fece edificare una basilica dedicata a San Bartolomeo sull'Isola Tiberina per deporvi i resti. La comunità scientifica, tuttavia, è sempre divisa su quali reliquie dell'apostolo siano effettivamente giunte a Roma e se sia stato l'imperatore Ottone II a ottenerle o, meglio, il successore Ottone III di Sassonia. Se è pur vero che a Roma, infatti, si venerava anche il corpo di San Paolino portatovi dall'imperatore (poi restituito a Nola), è pure da notare che tra X e XI secolo il culto dell'apostolo ha in Roma una forte ascesa (segno di un reale arrivo di almeno una porzione delle reliquie) come documentato da numerosi cronisti dell'epoca. Le ricognizioni romane furono eseguite nel 1157 e poi due volte nel XVI secolo, dopo le inondazioni del Tevere.

#### Le quattro ricognizioni a Benevento
La prima ricognizione delle reliquie conservate a Benevento, fu fatta nel 1338 dall'arcivescovo Arnaldo da Brusacco durante un concilio provinciale. Le ossa, dopo essere state mostrate singolarmente ai vescovi ed al popolo accorso, furono riposte in una pregiata cassa di bronzo dorato che, seppur rovinata dai bombardamenti del II conflitto mondiale, ancora si conserva nel museo diocesano.
La seconda ricognizione fu fatta dall'Arcivescovo di Benevento, Pietro Francesco Vincenzo Maria Orsini (futuro Papa Benedetto XIII), il 13 maggio 1698. Dopo il controllo innanzi a 23 vescovi, magistrati e al popolo ammesso, le reliquie furono riposte in nove ampolle, otto delle quali furono racchiuse nell'urna di porfido, e una, contenente l'intero osso del metacarpo, fu destinata alla venerazione pubblica.
La terza ricognizione fu fatta il 24 agosto 1990 dall'Arcivescovo metropolita Carlo Minchiatti con la seguente bolla arcivescovile:
Informiamo che per nessuna ragione è consentito di vendere le reliquie o di barattarle con altre merci. A garanzia di ciò abbiamo sottoscritto di nostro pugno questo documento testimoniale e lo abbiamo confermato col nostro sigillo.
Benevento, dalla sede arcivescovile il 24 agosto 1990.
Il Segretario (Sac. Antonio Raviele) ( + Carlo Minchiatti Arcivescovo metropolita)»
Nel 2001, prima dell'inizio dei restauri della Basilica, l'Arcivescovo di Benevento Serafino Sprovieri indisse la quarta ricognizione canonica delle reliquie. Dall'ampolla vitrea n. 4 furono prelevati alcuni frammenti ossei destinati alla Cattedrale di Lipari e alle sei parrocchie dell'Arcidiocesi di Benevento intitolate all'apostolo.
Reliquie conservate a Patti
Una reliquia del Santo é conservata presso la Cattedrale di Patti, a lui intitolata, posta in un'urna d'argento insieme alle reliquie di Santa Febronia. La Diocesi di Patti infatti anticamente fu legata a quella di Lipari fino alla divisione avvenuta nel 1399.

### Iconografia
A causa del supplizio a cui sarebbe stato condannato, lo si vede spesso raffigurato mentre viene scuoiato o con un coltello in mano.
La più nota scultura di san Bartolomeo è un'opera di Marco d'Agrate, un allievo di Leonardo, esposta all'interno del Duomo di Milano, in cui è appunto rappresentato scorticato con la Bibbia in mano; l'opera è caratterizzata dalla minuta precisione anatomica con cui viene reso il corpo umano privo della pelle, che è scolpita drappeggiata attorno al corpo, con la pelle della testa penzolante sulla schiena del martire.
Michelangelo, nel Giudizio Universale della Cappella Sistina, lo rappresenta con la propria pelle in mano; si dice che l'artista abbia voluto porre il proprio autoritratto sulla maschera di volto che appare su questa pelle. La teoria è stata formulata dal medico calabrese Francesco La Cava nel 1925.
Inoltre San Bartolomeo difende gli umani dalle tentazioni da parte del demone Astaroth.

#### Galleria d'immagini

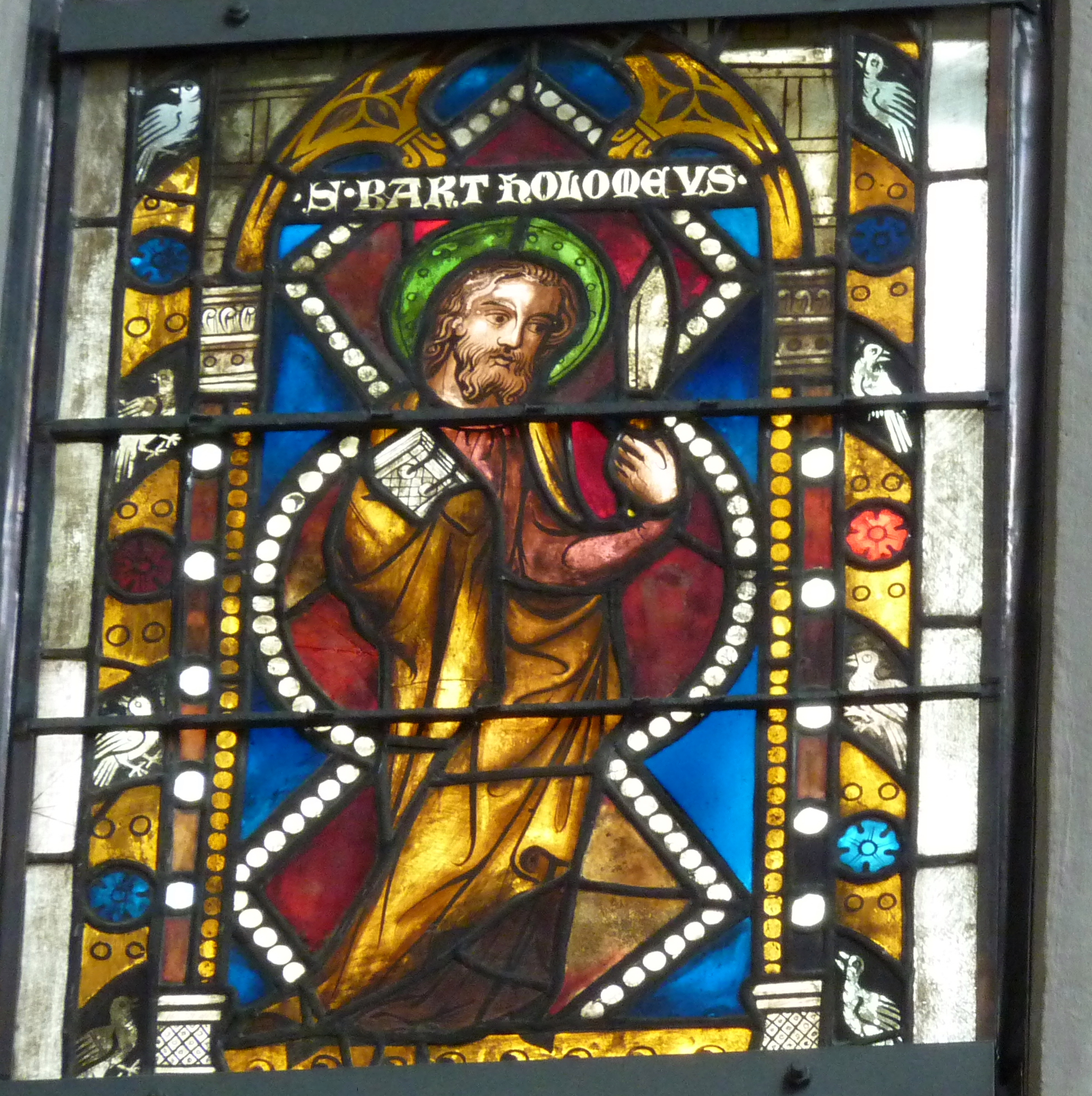
Vetrata della chiesa di San Sebastiano a Limburgo sulla Lahn.
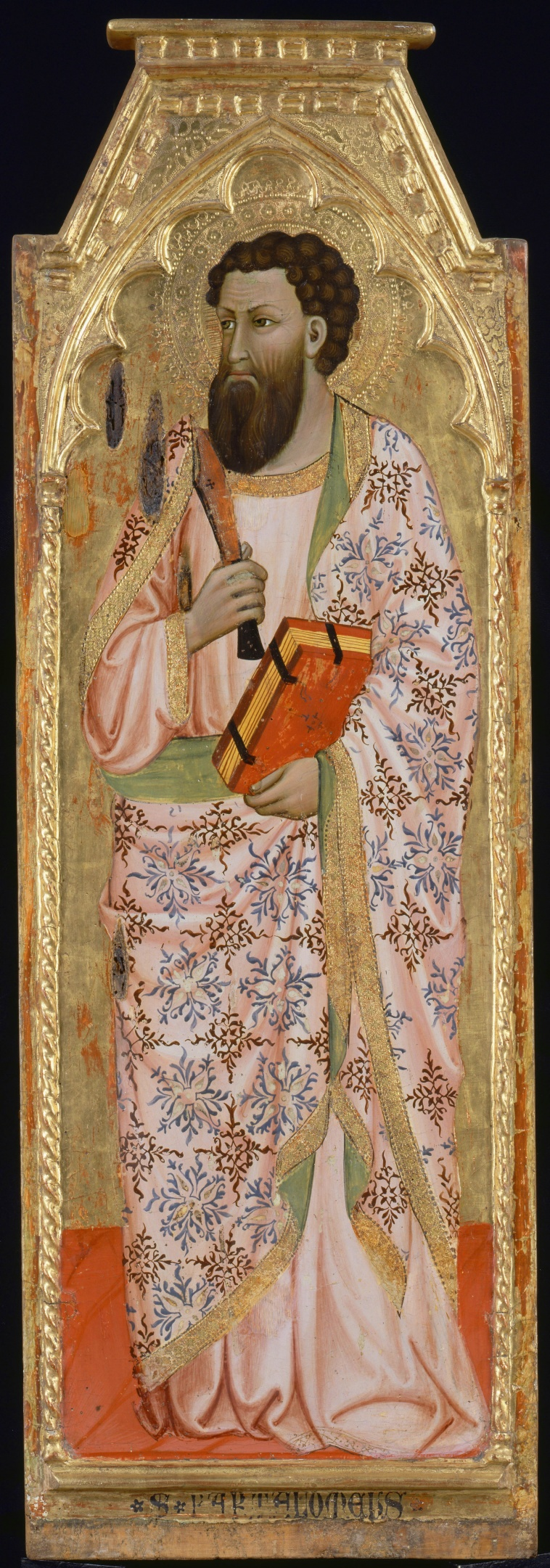
Cecco di Pietro, San Bartolomeo, pannello di polittico, Petit Palais, ad Avignone (1386).
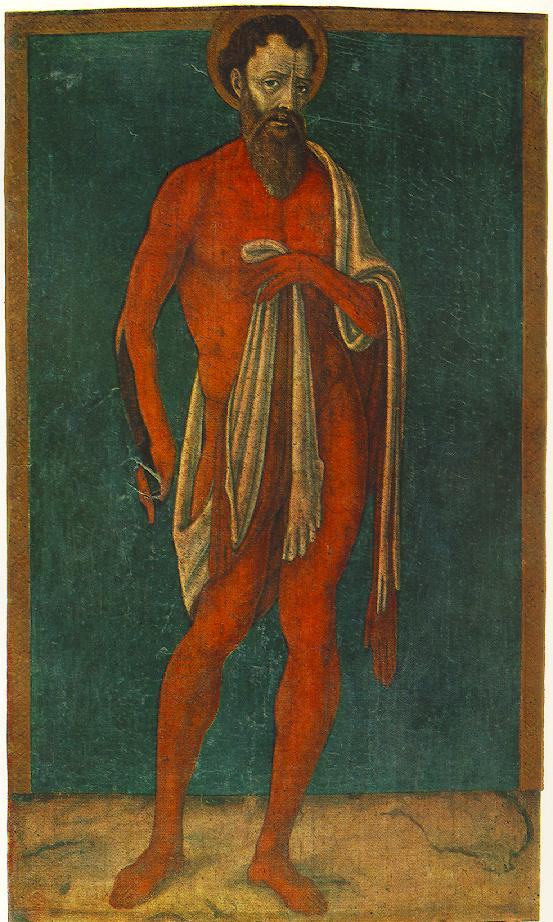
Matteo di Giovanni, San Bartolomeo scuoiato, Museo delle Belle Arti, a Budapest (1480).
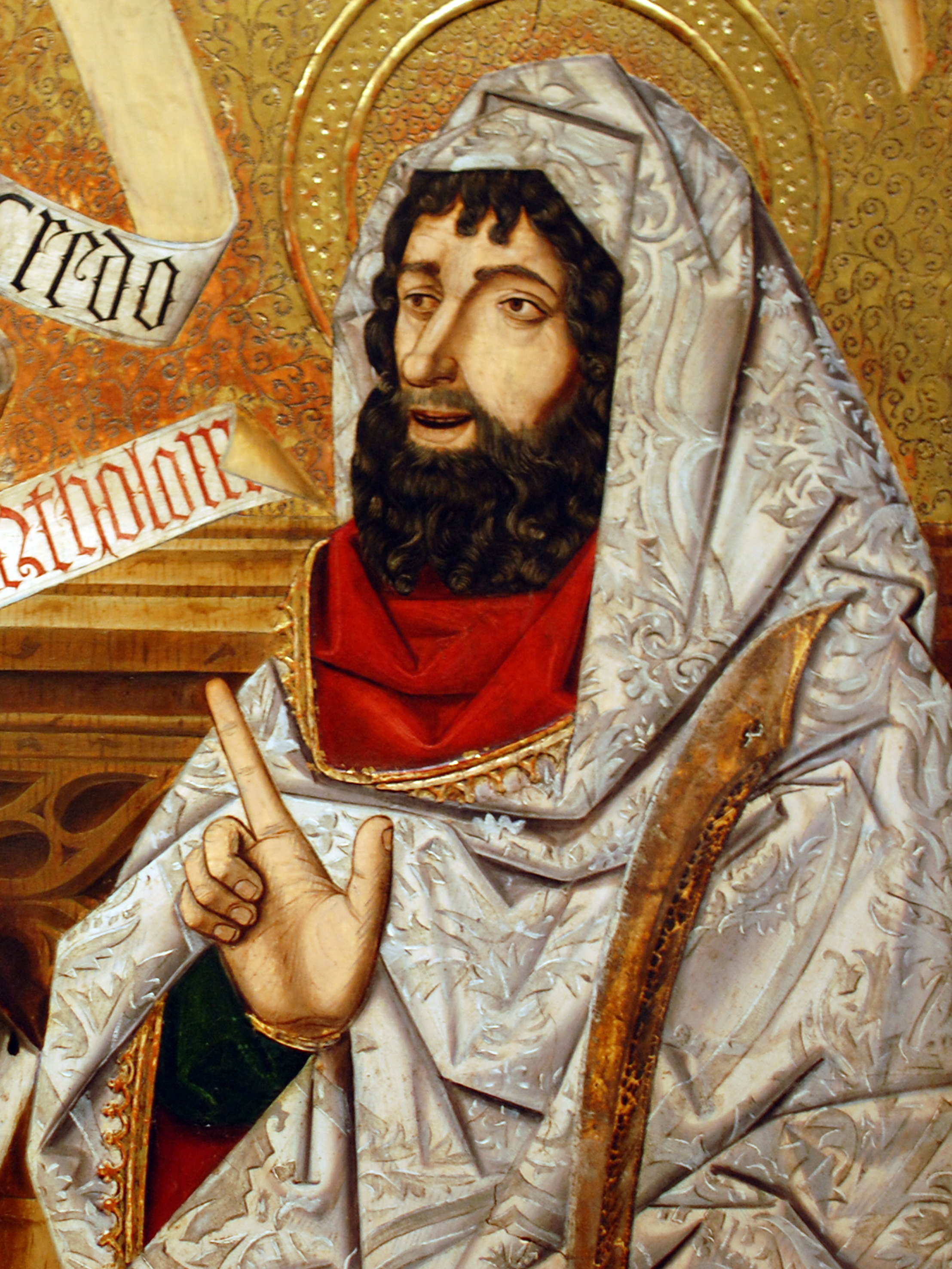
Bernat Jiménez, San Bartolomeo (1483-1487), Museo di Saragozza.
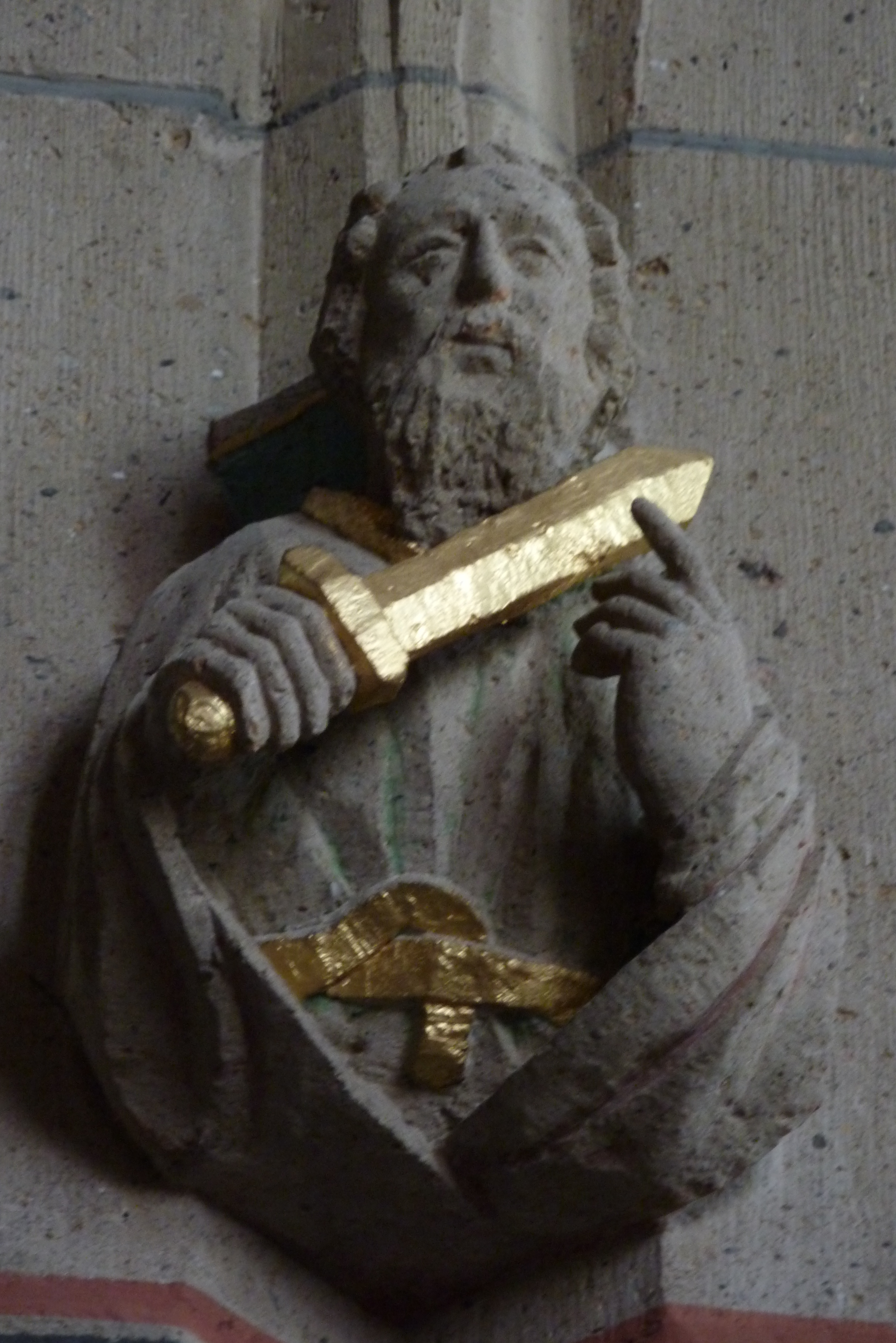
Mendig, Parrocchia di Santa Genoveffa.
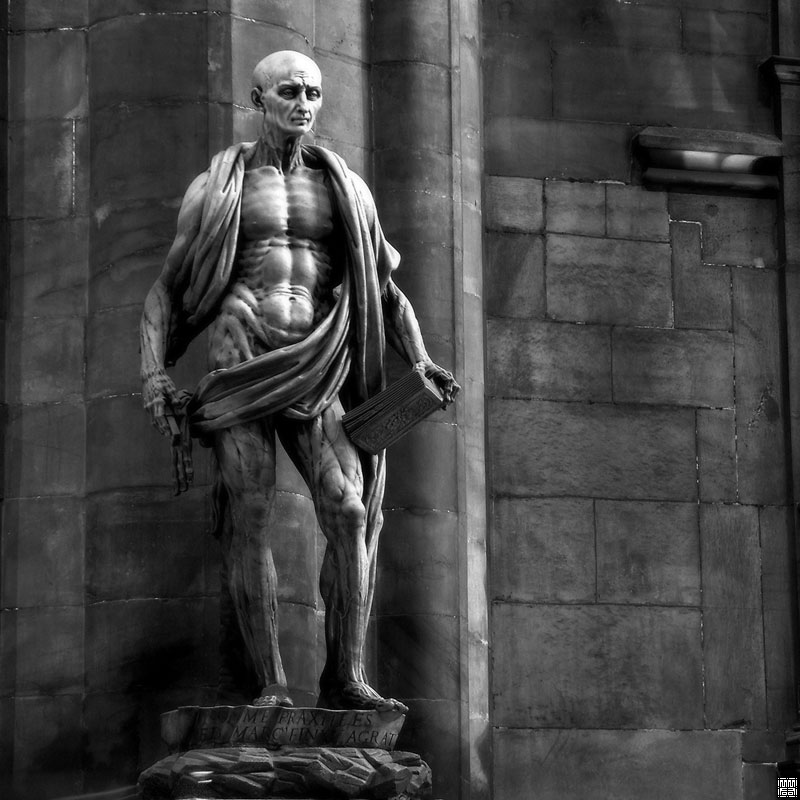
Marco d'Agrate, Statua di san Bartolomeo, Duomo di Milano.
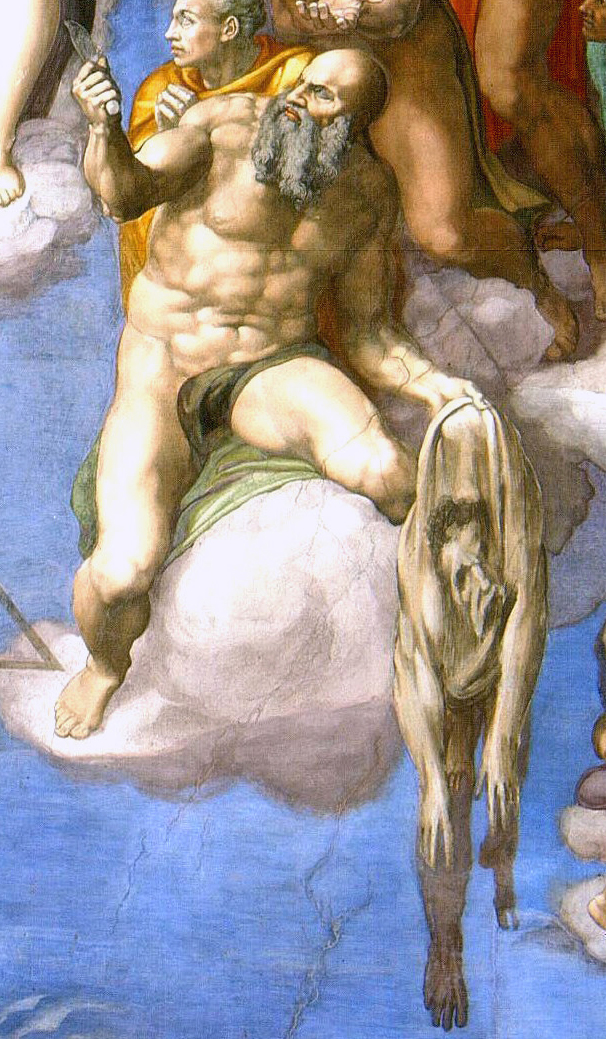
Michelangelo Buonarroti, San Bartolomeo scuoiato, nel Giudizio Universale della Cappella Sistina.
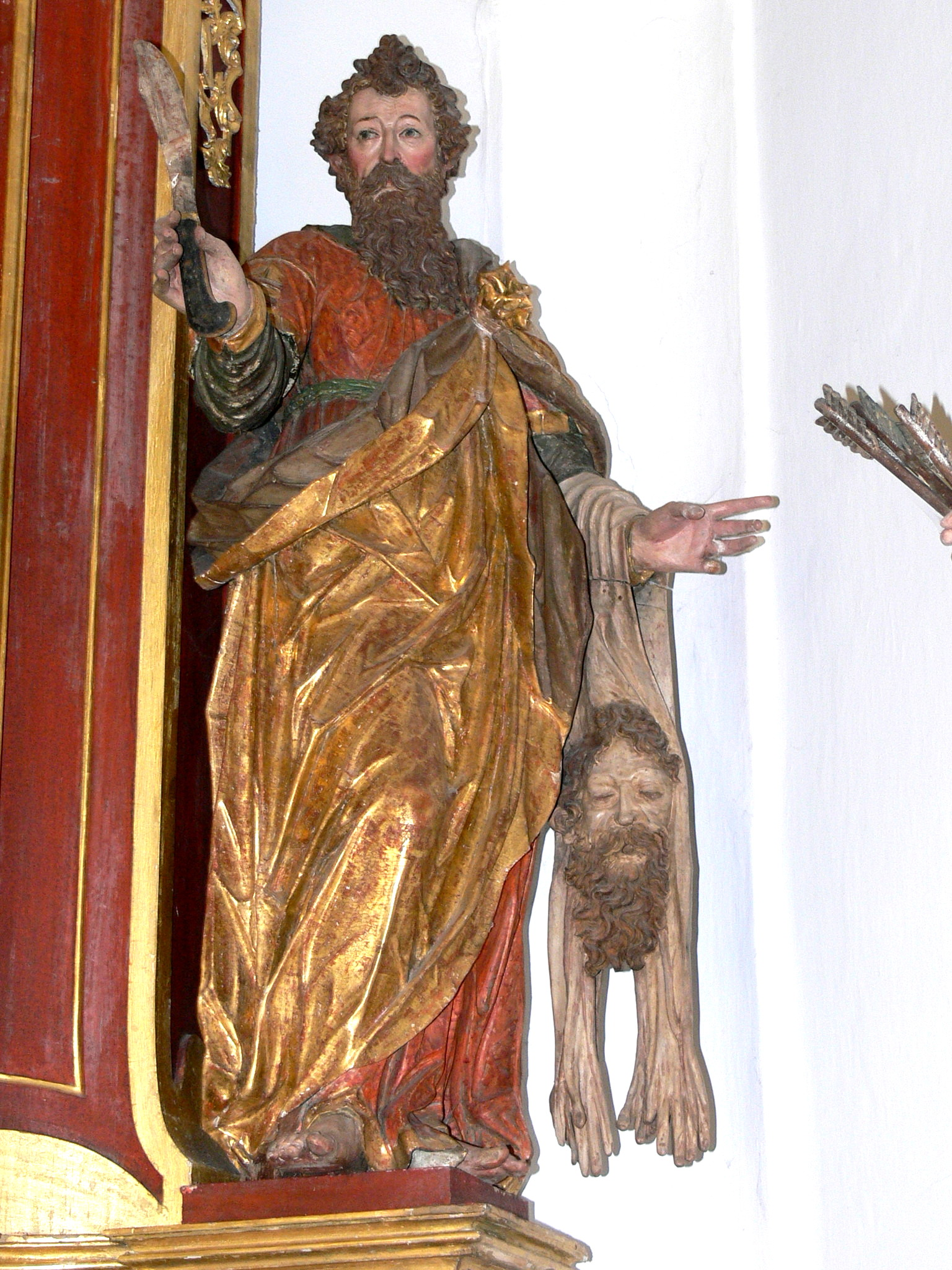
Statua nella chiesa del cimitero di Annaberg-Lungötz (Salisburgo).
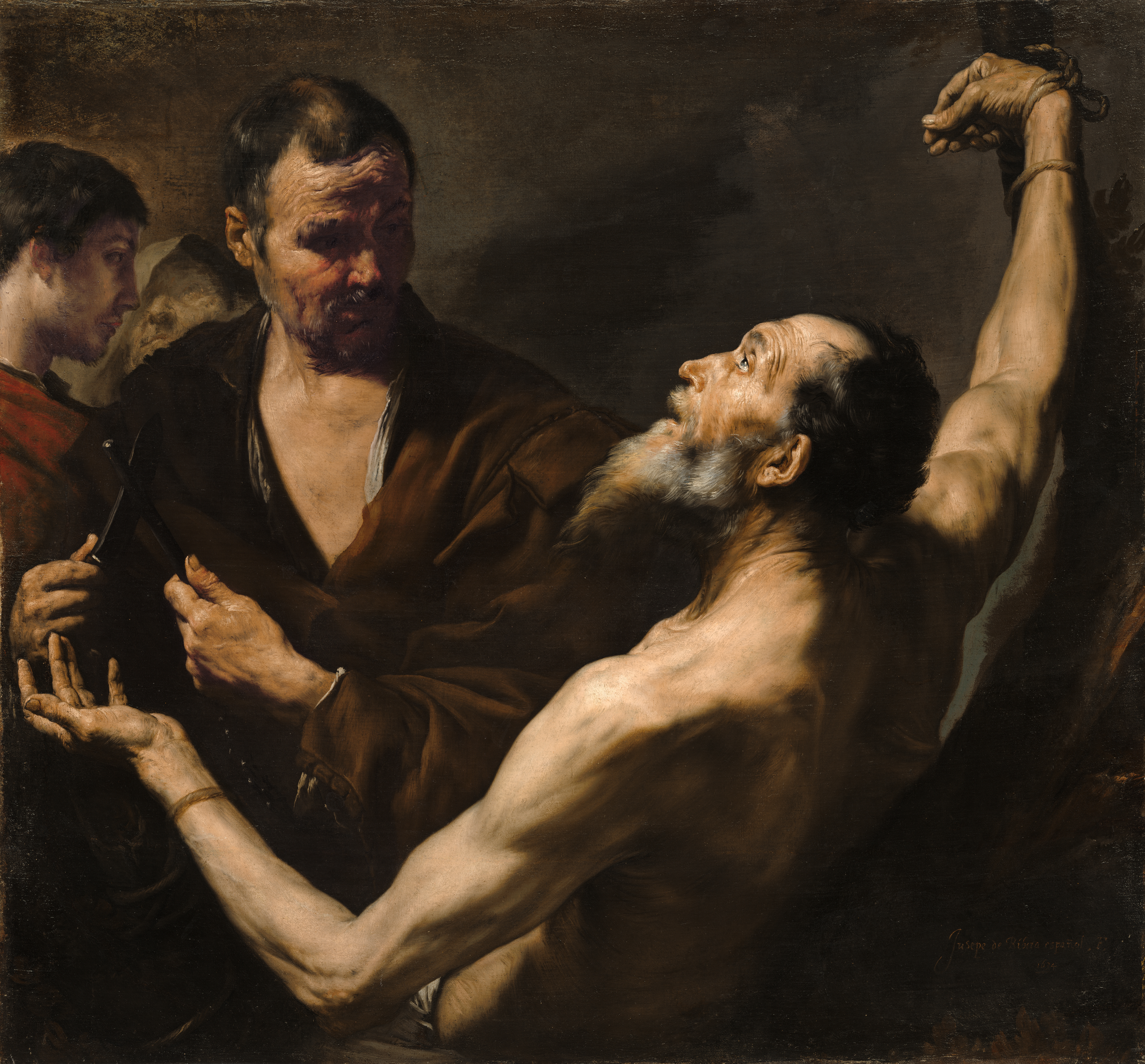
Jusepe de Ribera, Scorticamento di san Bartolomeo, 1634.
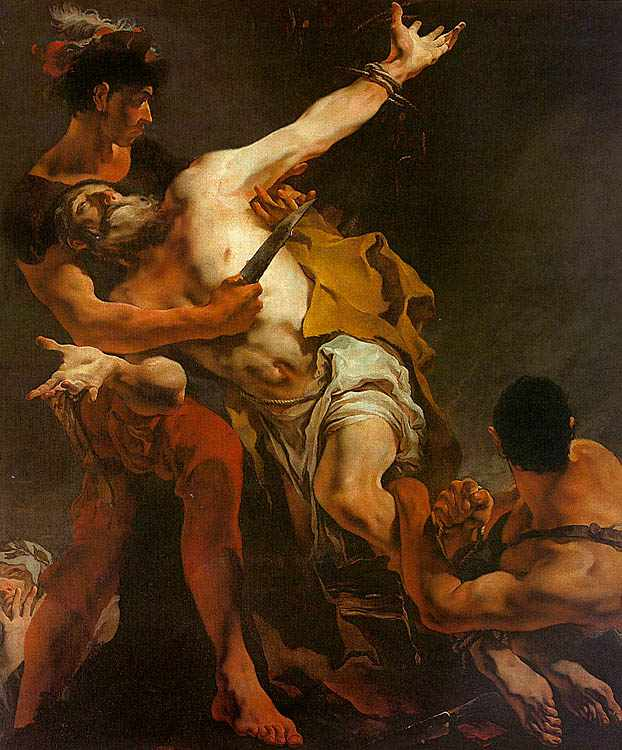
Giovanni Battista Tiepolo, Martirio di san Bartolomeo, 1722, Venezia, Chiesa di San Stae.
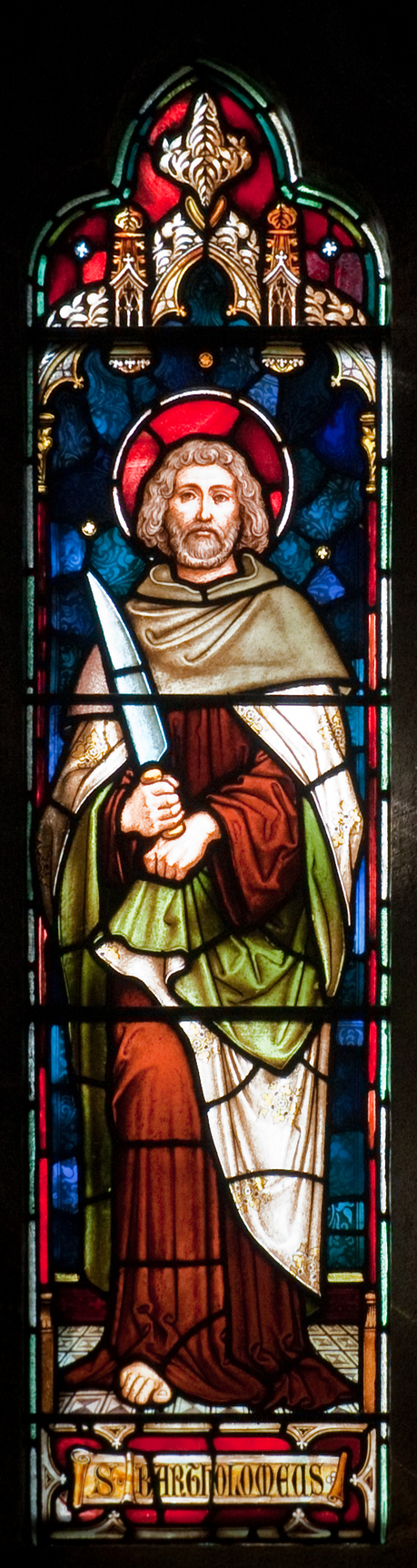
Vetrata della Cattedrale di Sant'Aidano a Enniscorthy (XIX secolo).
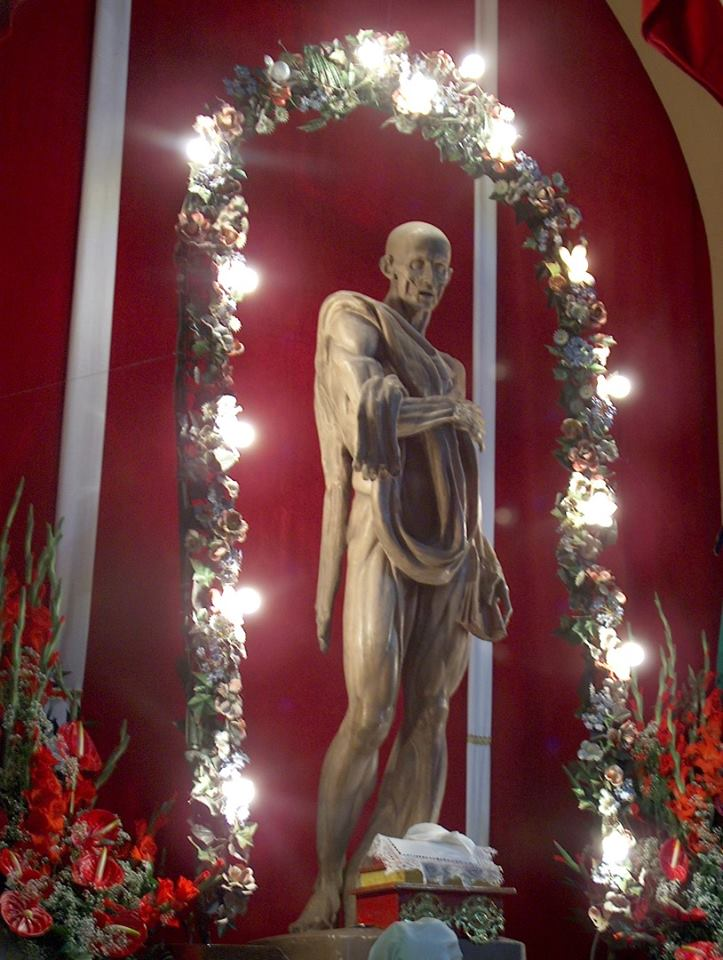
Statua di San Bartolomeo, chiesa di San Bartolomeo in Cantalupo (MI).
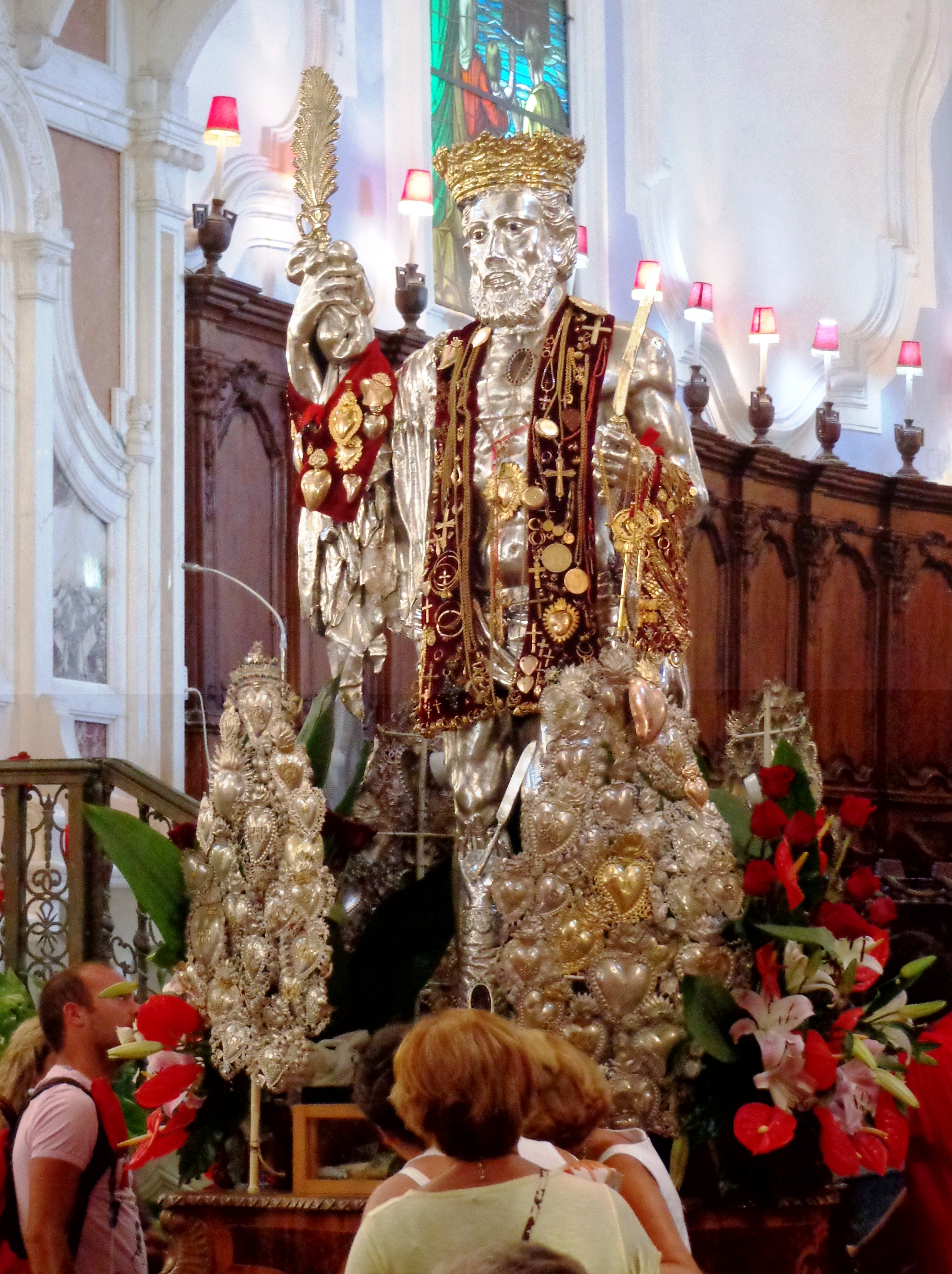
Statua argentea di San Bartolomeo, basilica concattedrale di San Bartolomeo di Lipari
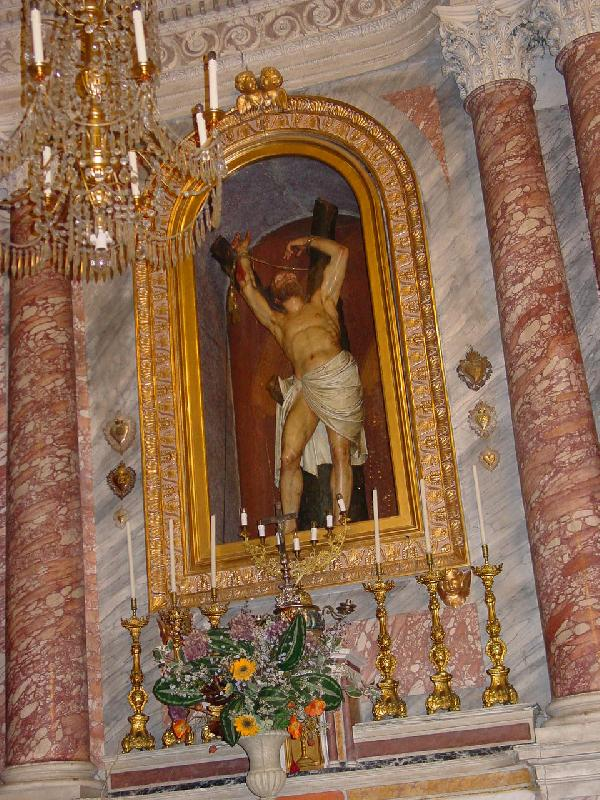
Statua lignea di San Bartolomeo nell'omonima chiesa parrocchiale di Casoni di Fontanigorda (GE).
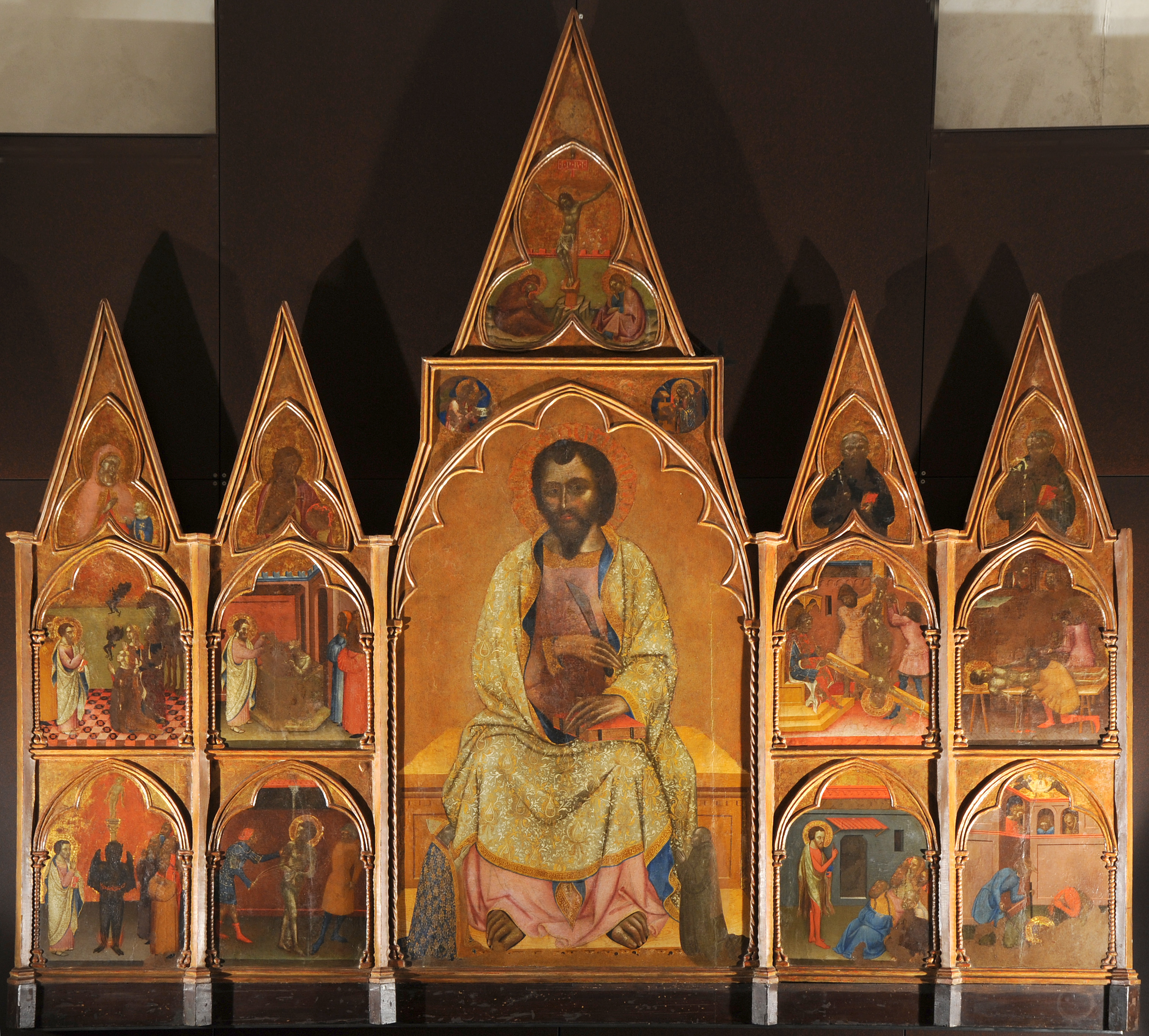
Polittico ligneo di San Bartolomeo, Museo Diocesano di Genova.

### Patronati
Bartolomeo apostolo è invocato dai fedeli per proteggersi da diverse malattie cutanee: Herpes labiale e erisipela, pellagra ecc.
Bartolomeo apostolo è protettore di diverse attività artigiani che operano con coltelli e arnesi da taglio:
- Macellai
- Cuoiai
- Calzolai
- Fabbricanti di guanti
- Legatori di libri
- Pellicciai
- Sarti
- Conciatori

Inoltre è patrono dell'Arcidiocesi di Benevento, dell'Arcidiocesi di Campobasso-Boiano, della Diocesi di Patti e di diverse località tra le quali Francoforte sul Meno, Maastricht, e i seguenti comuni italiani:
- Anghiari (AR)
- Airasca (TO)
- Andrate (CO)
- Arsoli (RM)
- Avenone (frazione di Pertica Bassa) (BS)
- Avezzano (AQ)
- Bannio Anzino (VB)
- Barzago (LC)
- Benevento
- Bojano (CB)
- Borghetto Lodigiano (LO)
- Borgo Tossignano (BO)
- Borgomanero (NO)
- Borzonasca (GE)
- Boves (CN)
- Branzi (BG)
- Brione (TN)
- Brugherio (MB)
- Bruno (AT)
- Busseto (PR)
- Campofilone (FM)
- Canal San Bovo (TN)
- Canale Monterano (RM)
- Cantalupo (Cerro Maggiore) (MI)
- Capannoli (PI)
- Capezzano (SA)
- Caprezzo (VB)
- Carpenedolo (BS)
- Carugo (CO)
- Casalgrande (RE)
- Casalpusterlengo (LO)
- Casina (RE)
- Cassano Irpino (AV)
- Castenedolo (BS)
- Cavacurta (LO)
- Chiarano (TV)
- Chiusaforte (UD)
- Colere (BG)
- Corbara (SA)
- Cunico (AT)
- Cutigliano (PT)
- Erto e Casso (PN)
- Fara Vicentino (VI)
- Fiumalbo (MO)
- Fontechiari (FR)
- Formigine (MO)
- Fossò (VE)
- Gaggio (Marcon) (Città metropolitana di Venezia)
- Gambatesa (CB)
- Geraci Siculo (PA)
- Germagno (VB)
- Giarratana (RG)
- Giffone (RC)

- Greci (AV)
- Lipari (ME)
- Illasi (VR)
- Lallio  (BG)
- Loria (TV)
- Lorenzana (PI)
- Marciaso (Fosdinovo, MS)
- Meana Sardo (NU)
- Melazzo (AL)
- Merlengo(TV)
- Meugliano (TO)
- Morrovalle (MC)
- Morsasco (AL)
- Nomaglio (TO)
- Orzinuovi (BS)
- Ossi (SS)
- Papozze (RO)
- Pavullo nel Frignano (MO)
- Pellare (Moio della Civitella, SA)
- Petruro Irpino (AV)
- Portacomaro (AT)
- Posterla (Fosdinovo, MS)
- Resana (TV)
- Ronciglione (VT)
- Ronconi (Sant'Anna d'Alfaedo, VR)
- Roveredo in Piano (PN)
- Salzano (VE)
- San Bartolomeo al Mare (IM)
- San Bartolomeo in Galdo (BN)
- San Giuliano Terme (PI)
- Sant'Eufemia a Maiella (PE)
- Songavazzo (BG)
- Sillano (LU)
- Sora (FR)
- Torgiano (PG)
- Tresanti (Montespertoli, FI)
- Trino (VC)
- Ustica (PA)
- Vairano Patenora (CE)
- Valfenera (AT)
- Vallata (AV)
- Vellezzo Bellini (PV)
- Vernasso - Barnas (UD)
- Vignale Monferrato (AL)
- Villa Bartolomea (VR)
- Villadossola (VB)
- Villette (VB)
- Vinovo (TO)
- Vistrorio (TO)
- Zerbolò (PV)
- San Zenone Po (PV)
- Zuccarello (SV)

### Il Cammino di San Bartolomeo
Il Cammino di San Bartolomeo è un itinerario di pellegrinaggio che unisce una serie di luoghi dedicati al culto di San Bartolomeo a cavallo fra Emilia e Toscana. Lungo circa 100 chilometri e suddiviso in 5 tappe, a cui si aggiungono alcune varianti, comincia a Fiumalbo (MO) e termina a Pistoia, alla Chiesa di San Bartolomeo in Pantano. Il percorso si snoda tra i boschi dell'Appennino tosco-emiliano e tocca i principali paesi della Montagna Pistoiese.